# Hu Chi'er
Pour les articles homonymes, voir Hu.
Dans ce nom chinois, le nom de famille, Hu, précède le nom personnel.
Hu Chi’er (? - 192) était un subordonné du général Niu Fu sous les rangs des seigneurs de guerre Li Jue et Guo Si lors de la fin de la dynastie Han en Chine antique.
Étant l’homme de confiance de Niu Fu, il approuva son idée d’abandonner les armées de Li Jue et Guo Si en se sauvant secrètement avec des objets de valeurs, à la suite de sa défaite face à Lü Bu en l’an 192. Toutefois, pendant leur fuite, Hu Chi’er trahit Niu Fu et le tua. Après avoir pris soin de cacher les objets de valeurs il alla livrer la tête de Niu Fu à Lü Bu, lequel le fit mettre à mort pour double trahison.